# Гідрогеологія Нігерії
Гідрогеологія Нігерії
Територія Нігерії включає Нігерійський артезіанський басейн, а також півд. частину Малі-Нігерського і південно-сх. частину Чадського артезіанських бас.
У зовн. областях живлення артезіанських бас., складених переважно докембрійськими кристалічними породами, підземні води акумулюються в зоні екзогенної тріщинуватості потужністю бл. 30 м, водоносність порід строката, питомі дебіти свердловин 0,06-0,7 л/с, мінералізація до 0,3 г/л, склад HCO3- -Na+-Ca2+.
На ділянках поширення кайнозойських ефузивів (плато Джос та ін.) води тріщинно-пластові, дебіт джерел до 125 л/с, свердловин 4,25 л/с, мінералізація води 0,1-0,4 г/л, склад HCO3- -Ca2+-Mg2+.
У ґрабені Бенуе і в долині середнього Нігера осн. водоносні комплекси пов'язані з пісками і пісковиками крейди та палеогену. Води переважно, напірні, дебіти свердловин (глиб. 100—180 м) 0,1-7,6 л/с, у верх. частинах розрізів мінералізація води до 0,5 г/л, склад води HCO3- -Ca2+-Mg2+ і SO42-- Ca2+- Na+.
У дельті Нігера осн. водоносні горизонти представлені пісками четвертинної доби, пісками і пісковиками палеогену, питомі дебіти свердловин від 2-8 (в сухі періоди) до 50 л/с (в дощові).
У півн.-східній частині країни осн. водоносний комплекс (потужність понад 760 м) представлений озерними відкладами неоген-четвертинної доби. У цій товщі виділяються три водоносні зони: ґрунтові води, дебіти свердловин 2,5-31,2 л/с; напірні води на глиб. 75-375 м, сер. дебіт свердловин бл. 0,3-0,5 л/с; напірні води на глиб. 420 м, сер. дебіт свердловин 7 л/с. Води всіх трьох зон прісні, іноді слабкосолонуваті, склад HCO3- -Na+ або SO42-- HCO3-- Na+.